# Waxiella uvariae
Waxiella uvariae är en insektsart som först beskrevs av Élie Marchal 1909.  Waxiella uvariae ingår i släktet Waxiella och familjen skålsköldlöss. Inga underarter finns listade i Catalogue of Life.